# Stazione di Kamonomiya
La stazione di Kamonomiya (鴨宮駅?, Kamonomiya-eki) è una stazione ferroviaria situata nella città di Odawara nella prefettura di Kanagawa. Dista 80,8 km ferroviari dalla stazione di Tokyo.

## Linee
- JR East
  - ■ Linea principale Tōkaidō
  - ■ Linea Shōnan-Shinjuku

## Struttura
La stazione è dotata di una banchina a isola servente 2 binari
| 1 | ■ Linea principale Tōkaidō |  | per Hiratsuka, Ōfuna, Yokohama e Tokyo             |
| 1 | ■ Linea Shōnan-Shinjuku    |  | per Shinjuku, Ōmiya, Kumagaya, Takasaki e Maebashi |
| 2 | ■ Linea principale Tōkaidō |  | per Odawara, Atami, Numazu e Itō                   |

## Stazioni adiacenti
| «                        | Servizio                 | »                        |
| Linea principale Tōkaidō | Linea principale Tōkaidō | Linea principale Tōkaidō |
| ------------------------ | ------------------------ | ------------------------ |
| Kōzu                     | Tutti                    | Odawara                  |
| Linea Shōnan-Shinjuku    |                          |                          |
| Kōzu                     | Tutti                    | Odawara                  |